# Sư đoàn Bộ binh 110 (Đức Quốc Xã)
Sư đoàn Bộ binh 110, được thành lập vào tháng 4 năm 1940 ở Lüneburg, biên chế thuộc Quân đoàn 11 và được chỉ huy bởi trung tướng Ernst Seifert.
Đến tháng 6 năm 1941, sư đoàn tham gia chiến dịch Barbarossa; và vào ngày 22 tháng 6; nhận lệnh đóng ở Ba Lan. Tham gia chiến đấu ở mặt trận phía Đông trong biên chế của cụm tập đoàn quân Trung tâm.
Tháng 7 năm 1944, sư đoàn đã bị lực lượng Hồng quân Liên Xô xóa sổ.

## Sĩ quan chỉ huy
- Trung tướng Ernst Seifert, ngày 10 tháng 12 năm 1940 - ngày 24 tháng 1 năm 1942
- Trung tướng Martin Gilbert, ngày 01 tháng 02 năm 1942 - ngày 01 tháng 6 năm 1943
- Trung tướng Eberhard von Kurowski, ngày 01 tháng 6 năm 1943 - ngày 25 tháng 9 năm 1943
- Trung tướng Albrecht Wüstenhagen, ngày 25 tháng 9 năm 1943 - ngày 01 tháng 12 năm 1943
- Trung tướng Eberhard von Kurowski, ngày 01 tháng 12 năm 1943 - ngày 11 tháng 5 năm 1944
- Thiếu tướng Gustav Gihr, ngày 11 tháng 5 năm 1944 - ngày 15 tháng 5 năm 1944
- Trung tướng Eberhard von Kurowski, ngày 15 tháng 5 năm 1944 - tháng 7 năm 1944